# Am Stadtpark 34 (München)

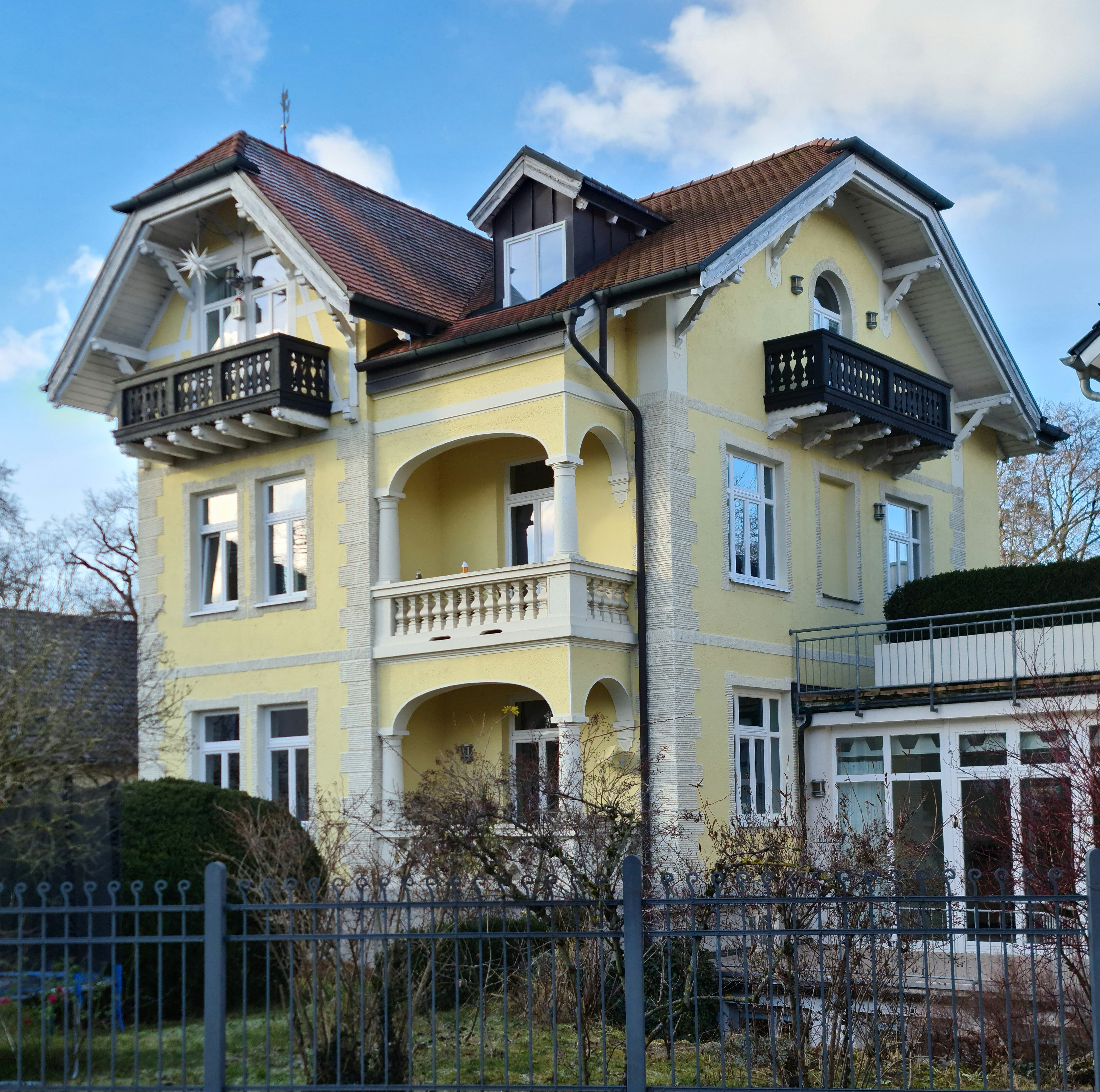
Haus Am Stadtpark 34 im Stadtteil Pasing von München

Das Gebäude Am Stadtpark 34 im Stadtteil Pasing der bayerischen Landeshauptstadt München wurde um 1902/04 errichtet. Die Villa ist ein geschütztes Baudenkmal.
Das Haus wurde nach Plänen des Architekten Georg Niggl erbaut. Die Villa mit Fachwerk gehört zur Erstbebauung der Waldkolonie. Bei der Renovierung in den Jahren 1994/95 wurde das Haus mit Krüppelwalmgiebel im Inneren teilweise verändert und durch einen Wintergarten mit einem weiteren Gebäude verbunden.